# آندوکاردیت
آندوکاردیت (به فرانسوی: endocardite) (به انگلیسی: endocarditis) یا التهاب درون‌شامه قلب به معنی استقرار و تکثیر عامل عفونی در سطح داخلی قلب (اِندوکارد) و دریچه‌ها می‌باشد. اندوکاردیت باکتریایی بیماری خطرناک است.

## علایم بیماری
خستگی و ضعف، تب، لرز و تعریق زیاد خصوصاً در شب، کاهش وزن، وجود صدای غیرطبیعی در قلب، تنگی نفس، تند یا نامنظم شدن ضربان قلب است.
بیمارانی که بیماری دریچه‌ای قلب یا دریچه مصنوعی یا بیماری مادرزادی قلب دارند در صورت وجود باکتری در خون (باکتریمی) در معرض ابتلا به اِندوکاردیت هستند؛ لذا باید آنتی‌بیوتیک پیشگیری‌کننده (پروفیلاکتیک) دریافت کنند، به خصوص هنگام بیماری و دندانپزشکی. به ندرت افراد با قلب طبیعی نیز دچار اِندوکاردیت می‌شوند.
قارچها نیز می‌توانند عامل اِندوکاردیت باشند.
درمان آندوکاردیت عفونی آنتی‌بیوتیک طولانی مدت و اغلب وریدی است.
بیماری پریودنتال و بیماری‌های قلبی
مطالعات مختلفی نشان داده‌است که بیماری پریودنتال با بیماری‌های قلبی در ارتباط است اما تاکنون مطالعه‌ای مبنی بر اثبات رابطه علت و معلولی بیماری پریودنتال با بیماری‌های قلبی منتشر نشده‌است. اثبات این رابطه به دلیل شباهت عوامل خطر بیماری‌های قلبی و بیماری لثه، مشکل است. برخی عوامل خطر مشترک این دو بیماری عبارتند از:
مصرف سیگار
تغذیه نامناسب
دیابت
جنسیت (مذکر)
تحقیقات نشان داده‌است که بیماری‌های پریودنتال خطر ابتلا به بیماری‌های قلبی را افزایش می‌دهد. محققان بر این باورند که التهاب ایجاد شده ناشی از بیماری پریودنتال می‌تواند عامل این ارتباط باشد. همچنین بیماری پریودنتال می‌تواند شرایط بیماری قلبی را بدتر کند. افرادی که در معرض خطر ابتلا به بیماری اندوکاردیت عفونی قرار دارند باید قبل از درمان‌های دندانپزشکی، آنتی‌بیوتیک مصرف کنند. تعیین این شرایط و تجویز آنتی‌بیوتیک توسط پریودنتیست و متخصص قلب انجام می‌شود.

## عوامل ایجاد کننده اندوکاردیت[۲]
ورود میکروب به خون و رسیدن به قلب از طریق جریان خون می تواند باعث آندوکاردیت شود.
در این میان، معمولاً سیستم ایمنی بدن به مقابله با باکتری های مضری که وارد جریان خون شده اند میپردازد. با این حال ، باکتری هایی که در دهان ، گلو یا سایر قسمت های بدن مانند پوست یا روده زندگی می کنند ، گاهی اوقات در شرایط مناسب می توانند باعث آندوکاردیت شوند.
باکتری ها ، قارچ ها و سایر میکروب هایی که باعث آندوکاردیت می شوند. از طریق موارد زیر وارد جریان خون شوند:
بهداشت نامناسب دهان
کاتتر : باکتری ها می توانند از طریق یک لوله نازک وارد بدن شوند که گاهی پزشکان از آن برای تزریق یا خارج کردن مایعات از بدن (کاتتر) استفاده می کنند. این احتمال وجود دارد که اگر کاتتر برای مدت زمان طولانی در محل خود باشد، احتمال ورود باکتری به خون افزایش می یابد. به عنوان مثال در دیالیز.
استفاده از سوزن ها و سرنگ های آلوده به‌ویژه در افرادی که از داروهای وریدی غیرقانونی مانند هروئین یا کوکائین استفاده می کنند: غالباً ، افرادی که از این نوع داروها استفاده می کنند به سوزن یا سرنگ تمیز و بلا استفاده دسترسی ندارند.
از سایر ریسک فاکتورهای آندوکاردیت میتوان به سن بالا، داشتن بیماری های دریچه ایی قلب و داشتن تاریخچه قبلی آندوکاردیت نیز اشاره کرد.

## پیشگیری[۳]
رعایت بهداشت دهان و دندان و انجام مراقبت های منظم دندانپزشکی می تواند به کاهش خطر تجمع باکتریها در دهان و ورود به جریان خون کمک کند. 
همچنین خودداری از فعالیت های زیر بسیار کمک کننده است.
پیرسینگ بدن
خال کوبی
تزریق داخل وریدی
هر گونه فعالیتی که منجر به ورود میکروب میشود